# 1570 w polityce
Wydarzenia polityczne w 1570 roku.

## Zmarli
- Samuel von Waldeck, niemiecki arystokrata[1].